# Argyrostrotis sylvarum
Argyrostrotis sylvarum là một loài bướm đêm trong họ Erebidae.